# Provincia di Mariscal Ramón Castilla
La provincia di Mariscal Ramón Castilla è una provincia del Perù, situata nella regione di Loreto. Fu creata con la legge N.22728 il 18 ottobre 1979 dal presidente Francisco Morales Bermúdez.

## Province confinanti
Confina a nord con la provincia di Maynas, ad est con la Colombia, a sud con il Brasile e ad ovest con la provincia di Requena.

## Geografia antropica

### Suddivisioni amministrative
La provincia è suddivisa in quattro distretti:
- Pebas
- Ramón Castilla
- San Pablo
- Yavari